# Whisker (Kristallographie)

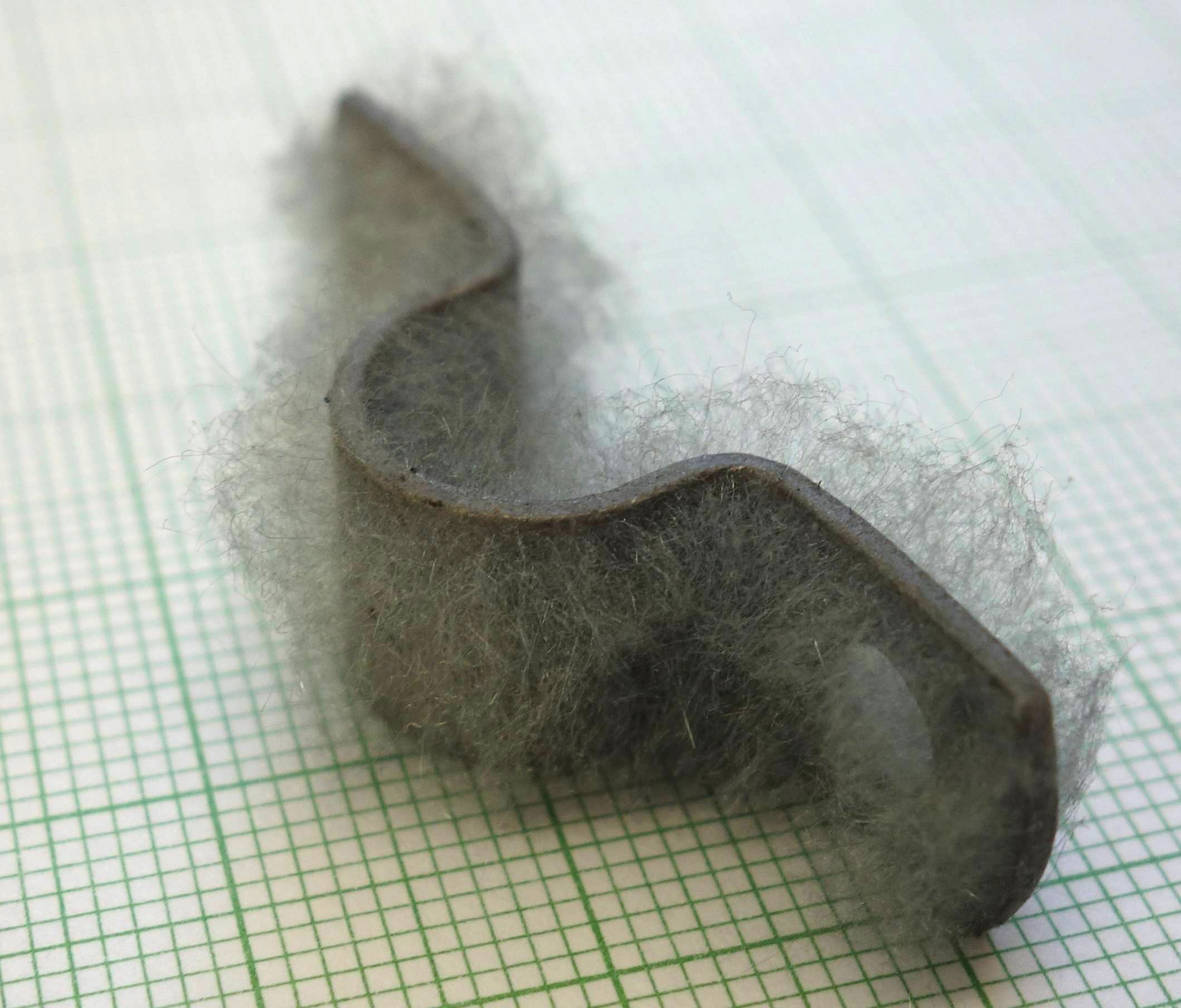
Massive Whiskerbildung auf einem verzinkten Stahlband

Whisker (englisch für Schnurrhaar (Vibrisse) oder Backenbart), auch Haarkristalle, sind nadelförmige Einkristalle von wenigen Mikrometern Durchmesser und bis zu mehreren hundert Mikrometern bis mehrere Millimeter Länge, die zum Beispiel aus galvanisch oder pyrolytisch abgeschiedenen metallischen Schichten herauswachsen. Whisker können auch aus der Gasphase entstehen bzw. erzeugt werden. Im Bereich von Lötverbindungen sind Whisker mit einer Länge von mehreren Millimetern bekannt.
Whisker werden aber auch gezielt durch spezielle Verfahrenstechniken zur Verstärkung von Metallen (Metallmatrix-Verbundwerkstoff) hergestellt. Es sind feine, hochfeste, monokristalline Fasern, die eine geringe Defektdichte aufweisen und damit die theoretische Streckgrenze erreichen. Sie werden in einer Feinheit von 1–30 µm und einer Faserlänge bis zu 20 mm  z. B. aus Aluminiumoxid, Graphit, Siliciumcarbid und Siliciumnitrid erzeugt.

## Whiskerneigung der Werkstoffe
Einige Werkstoffe neigen verstärkt zur Whiskerbildung. Hierunter fallen beispielsweise Antimon, Cadmium, Indium, Zink und Zinn.
Da Whisker Einkristalle sind, haben sie ein sehr homogenes Gefüge, fast frei von Kristallfehlern. Als Kristallfehler können beispielsweise Schraubenversetzungen auftreten. Whisker weisen wesentlich höhere Festigkeiten als polykristalline Gefüge auf. Keramische Schneidstoffe werden beispielsweise mit SiC-Whiskern versetzt, um die Verschleißfestigkeit zu erhöhen.
Beim Whiskerwachstum handelt es sich um einen dynamischen Prozess mit zahlreichen Einflussmöglichkeiten. Das Längenwachstum der Whisker kann bis zu 3 mm pro Jahr betragen.

## Whisker bei elektronischen Baugruppen
Zinn- bzw. Lot-Whisker in elektronischen Baugruppen sind eine Ausfallursache, weil sie mikrometerdicke und bis millimeterlange Brücken und Kurzschlüsse verursachen und sogar Bogenentladungen hervorrufen können. Elektronik ist bei verringertem Luftdruck besonders gefährdet, weil hierbei Entladungen eher entstehen und schwerer verlöschen. Das Whiskerwachstum an sich wird jedoch durch den Umgebungsdruck nicht beeinflusst.

### Whiskerwachstum

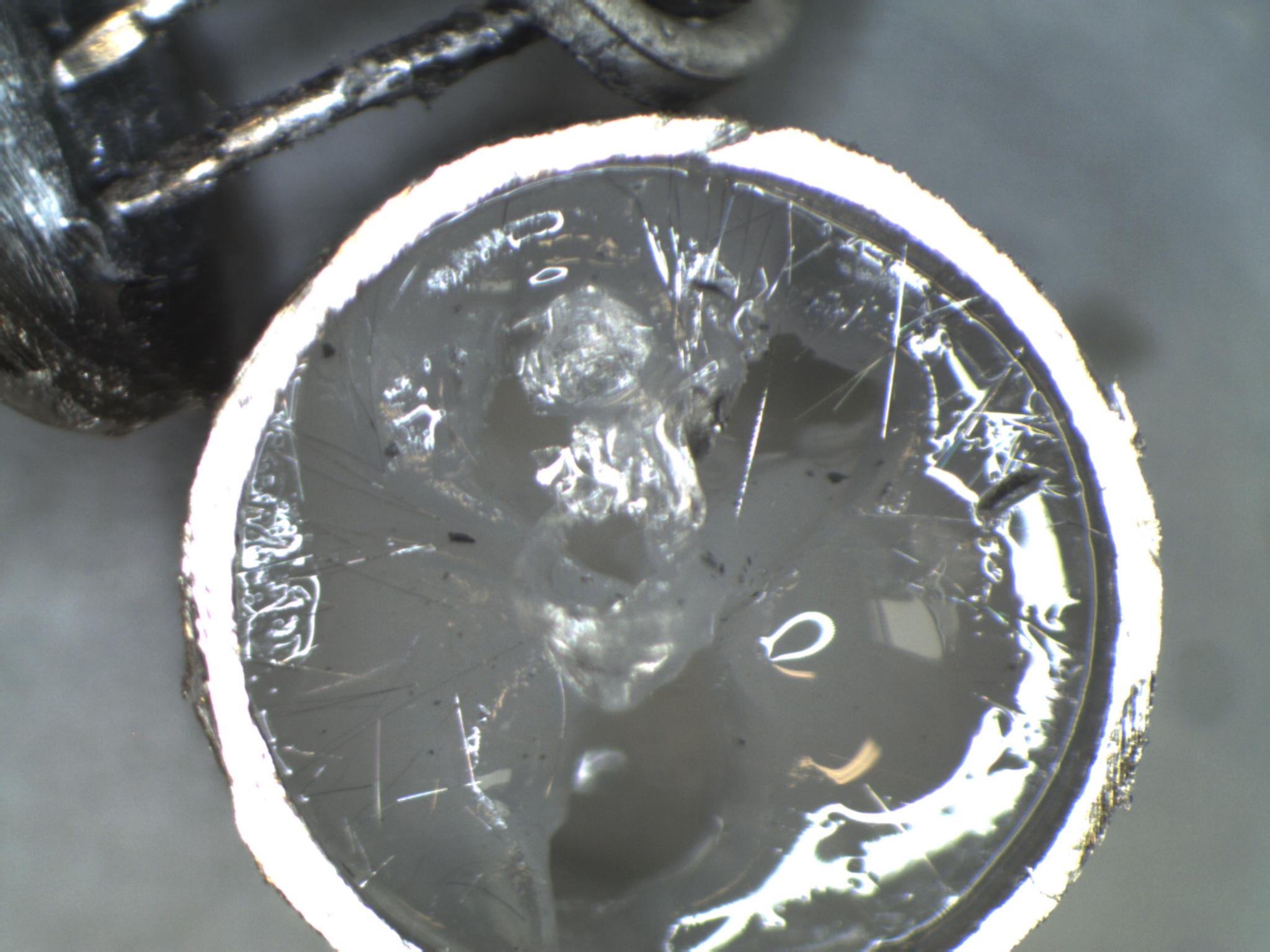
Whiskerwachstum vom verzinnten Gehäuse aus durch die Gel-Füllung im Inneren eines historischen Transistors, Durchmesser des abgenommenen Gehäuses etwa 5 mm, entfernter Transistoreinbau im Hintergrund

Whisker entstehen bei Baugruppen teilweise erst nach Jahren Betrieb. Die beginnende Gefahr kann von außen nicht gemessen werden.
Beim Whiskerwachstum kommt es zum Transport von Atomen. Das Whiskerwachstum tritt verstärkt bei mittleren Temperaturen auf. Bei niedrigen Temperaturen ist die Mobilität der Atome geringer. Bei größeren Temperaturen können sich Spannungen im Material leichter abbauen. Für Zinn (Teil des Lotwerkstoffs) liegt der kritische Temperaturbereich zwischen Raumtemperatur und 70–80 °C.
Weiterhin muss bei der Whiskerbildung bei einer Lotlegierung der Zinnanteil betrachtet werden. Wenn der Zinnanteil der Legierung kleiner als 70 Prozent ist, tritt der Effekt des Whiskerwachstums nicht auf.
Weiterhin tritt das Whiskerwachstum verstärkt an Bauelementen oder Leiterplatten auf, die unter einer mechanischen Spannung stehen.
Bei der Whiskerbildung muss zwischen galvanisch abgeschiedenen Schichten und aufgeschmolzenen Schichten unterschieden werden. Die aufgeschmolzenen Schichten besitzen generell eine geringere Wahrscheinlichkeit zur Whiskerbildung.

### Folgen der Whiskerbildung

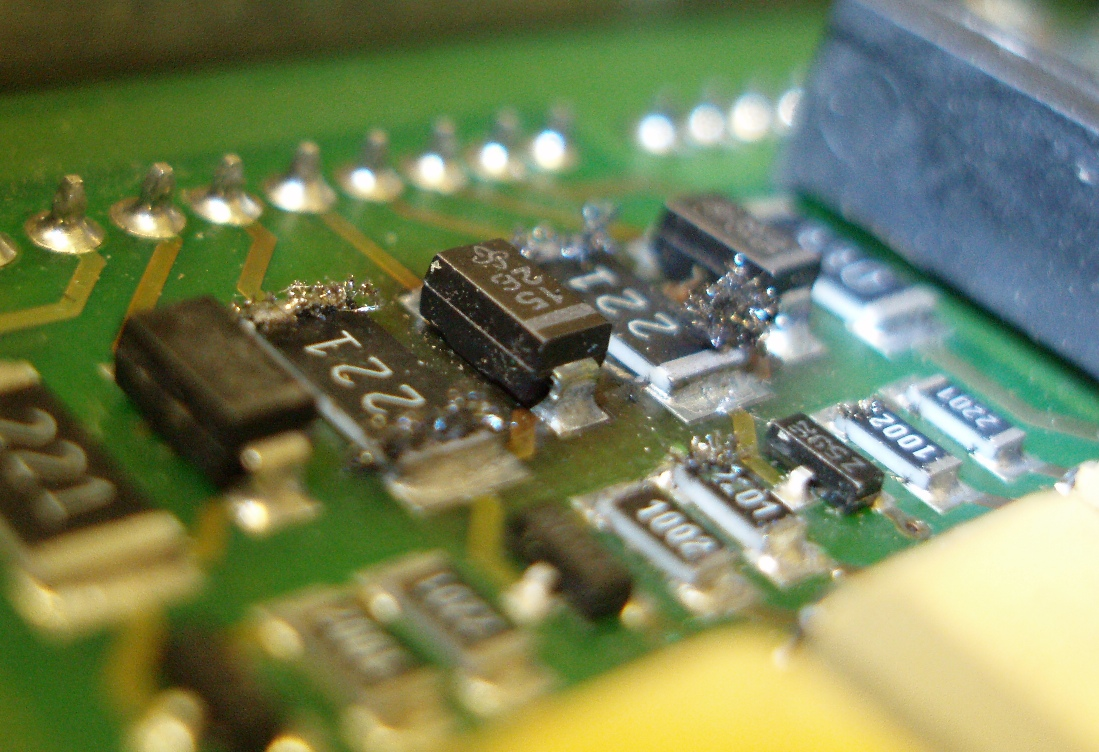
Whiskerbildungen auf einer elektronischen Leiterplatte

Die Strombelastbarkeit der Whisker liegt im mA-Bereich und kann bis zu 10 mA betragen. Bei größeren Strömen brennen die Whisker zwar häufig wieder durch, bis dahin kann der geflossene Strom aber schon zur Bauteilschädigung oder zu Fehlfunktionen geführt haben.
Whisker entstehen besonders leicht bei Baugruppen, die mit bleifreien Zinn-Loten verarbeitet wurden, und können Kurzschlüsse auf galvanisch hergestellten Leiterplatten oder zwischen Bauelementen verursachen. In sicherheitskritischen Anwendungen der Elektronik, beispielsweise ABS- oder ESP-Systemen bei Kraftfahrzeugen, werden wegen der mangelnden Langzeitstabilität weiterhin bleihaltige Lote verwendet, da bisher nur dadurch die Whisker-Bildung verhindert werden kann. Mit Einführung der neuen Altfahrzeugverordnung, die unter anderem die Verwendung von bleihaltigen Materialien untersagt, werden bleifreie Lötverfahren für die gesamte Autoelektronik zwingend.

### Unterdrückung des Whiskerwachstums
Das Whiskerwachstum kann durch Aufbringen von Zwischenschichten weitgehend unterdrückt werden. Als häufige Zwischenschicht findet hierbei Nickel Anwendung. Damit diese Zwischenschicht auch wirksam wird, muss sie eine Mindestdicke von 3 µm besitzen. Als weitere Werkstoffe für Zwischenschichten können auch Gold und Silber verwendet werden. Es wird jedoch auch berichtet, dass Nickel-Sperrschichten das Whiskerwachstum nicht verhinderten, obwohl dies als Gegenmaßnahme empfohlen werde.
Allgemein neigen galvanisch aufgebrachte Schichten verstärkt zur Whiskerbildung. Durch die Verwendung von heiß aufgetragenen Schichten kann das Risiko der Whiskerbildung minimiert werden. Weiterhin kommt es zu einer Verbesserung, wenn galvanisch aufgetragene Schichten nachträglich aufgeschmolzen werden.
Reine Zinnschichten sind besonders anfällig gegenüber Whiskerbildung, viele Anforderungen des Militärs an elektronische Bauteile enthalten Verbote reiner Zinnschichten. Es wird dringend empfohlen, Restriktionen gegen reine Zinnschichten anzuwenden.
Weiterhin kann die Whiskerbildung minimiert werden, indem die an den Leiterplatten und Baugruppen anliegenden mechanischen Spannungen minimiert werden. Dies umfasst auch mechanische Kräfte an Klemm- und Schraubverbindungen bei Baugruppen. Es wird vermutet, dass auch innere Spannungen in Schichtsystemen, fehlangepasste thermische Ausdehnungskoeffizienten und Temperaturwechsel das Whiskerwachstum fördern.
Durch die Verwendung von bleihaltigen Lotwerkstoffen anstelle von bleifreien Lotwerkstoffen kann das Risiko des Whiskerwachstums minimiert werden. Beim bleihaltigen Lot liegt der Zinnanteil häufig im Bereich von 60 Prozent, während der Zinnanteil bei bleifreien Loten deutlich über 90 Prozent liegt. Nach führt bereits ein Blei-Masseanteil von 3 % im Zinnlot zu einer verringerten Whiskerbildung. Bleihaltige Lote würden zwar Whisker bilden, jedoch kleinere, die bei gängigen Bauteildimensionen nicht zu Problemen führten.
Ein Überzug der Leiterplatte mit einem Schutzlack (Conformal Coating), der vor Feuchtigkeit und Schmutz schützen soll, kann das Wachstum von Whiskern verlangsamen, aber nicht verhindern. Nach kann jedoch eine gleichmäßig dicke Polyurethan-Schicht (Arathane 5750, eine speziell zur Leiterplatten-Beschichtung entwickelte Substanz) ab 50 µm Dicke einen wesentlichen Vorteil bieten; sie würde auch von Whiskern, die von außen auf die Schicht zuwachsen, nicht durchdrungen.

## Whisker-Herstellung
Für die Erzeugung von Whiskern kann ein Wachstum aus übersättigten Gasen, aus Lösungen durch chemische Zersetzung, durch Elektrolyse, aus Schmelzen oder aus Festkörpern ausgenutzt werden, wobei meist Katalysatoren notwendig sind. Whisker können sowohl von der Grundfläche als auch von der Spitze wachsen. Unter einer Vielzahl von Whisker-Zusammensetzungen haben sich Siliciumcarbid- und Si2N2-Whiskern als besonders geeignet zur Verstärkung von Metallen erwiesen.